# Wharton Creek
Koordinaten: 77° 39′ S, 162° 45′ O
Der Wharton Creek ist ein 1000 m langer Schmelzwasserfluss im ostantarktischen Viktorialand. Im Taylor Valley fließt er vom Südrand des Suess-Gletscher in nordöstlicher Richtung zum Tschadsee. 
Das Advisory Committee on Antarctic Names benannte ihn 1996 nach dem Biologen Robert A. Wharton Jr. vom Desert Research Institute  in Reno, der als leitender Wissenschaftler im McMurdo Long Term Ecological Research Projekt (MCM LTER) der National Science Foundation, der ab 1978 Pionierarbeiten zu den Biofilmen im Hoaresee vorgenommen hatte.